# Трансформеры (фильм)
«Трансфо́рмеры» (англ. Transformers) — американский научно-фантастический боевик 2007 года режиссёра Майкла Бэя, снятый по мотивам серии игрушек компании Hasbro и одноимённого мультсериала.
Фильм повествует о войне автоботов и десептиконов — разумных инопланетных роботов, способных трансформироваться в разнообразную технику. Предметом их раздора становится могущественный артефакт Великая Искра, который при неправильном использовании может принести в Галактику разрушения и смерть. Автоботы прилетают на Землю, чтобы защитить Искру от десептиконов, которые хотят использовать её в своих корыстных целях. Слабые, но смелые люди приходят на помощь автоботам.
Несмотря на то, что Майкл Бэй никогда не был фанатом «Трансформеров», он всё же согласился на предложение будущего продюсера фильма Стивена Спилберга стать режиссёром фильма после того, как побывал в офисе компании Hasbro и больше узнал о мифологии вселенной. Бэй разработал новый, усложнённый дизайн для роботов, и сделал их второстепенными персонажами, чем вызвал негодование многих фанатов мультсериала и комиксов. Во время съёмок Бэй старался сохранить как можно больше денег из бюджета фильма для спецэффектов и по этой причине подписал контракты с автомобильной корпорацией General Motors и армией США, благодаря чему получил в свободное использование некоторые образцы автомобилей и техники.
«Трансформеры» впервые были показаны публике во вторник 3 июля 2007 года и побили рекорд сборов в этот день. Перед показом фильма была проведена обширная рекламная кампания, включавшая в себя публикацию романа и серии комиксов, выпуск новой линии игрушек и компьютерной игры. В большинстве рецензий фильм критиковался за упор на боевые сцены и спецэффекты в ущерб раскрытию характеров героев.
За фильмом последовали шесть продолжений: «Месть падших» (2009), «Тёмная сторона Луны» (2011), «Эпоха истребления» (2014) и «Последний рыцарь» (2017), а также спин-офф под названием «Бамблби» (2018), «Трансформеры: Восхождение Звероботов» (2023).
Фильм выиграл четыре награды от организации «Visual Effects Society» и был номинирован на три награды «Оскар».

## Сюжет
Тысячи лет назад планета Кибертрон была охвачена гражданской войной между двумя фракциями трансформеров — автоботами во главе с Оптимусом Праймом и десептиконами во главе с Мегатроном. Автоботы хотят найти Великую Искру, источник всей жизни кибертронцев, чтобы использовать её для восстановления Кибертрона и прекращения войны между автоботами и десептиконами, а десептиконы хотят использовать её для победы над автоботами и завоевания Вселенной. Мегатрон нашел Великую Искру на Земле, но совершил аварийную посадку в Полярном круге и был заморожен во льдах. Капитан Арчибальд Уитвики и его команда исследователей натыкаются на тело Мегатрона в 1897 году. Капитан Уитвики случайно активирует навигационную систему Мегатрона, в результате чего на его очках отпечатываются координаты местонахождения Искры. Сектор 7, секретная правительственная организация США, обнаруживает Искру в реке Колорадо и строит вокруг неё плотину Гувера, чтобы скрыть её энергетические выбросы. Все ещё замороженный Мегатрон перемещается в это сооружение и подвергается реинжинирингу для усовершенствования человеческих технологий.
В начале XXI века отряд десептиконов, в состав которого входят Блэкаут, Скорпонок, Френзи, Бэррикэйд, Старскрим, Боункрашер и Броул, прибывает на Землю, в целях маскировки приняв формы земного транспорта. Блэкаут и Скорпонок нападают на американскую военную базу в Катаре с целью получить доступ к военной базе данных для обнаружения Мегатрона и Искры, однако их постигает неудача. Десептиконы предпринимают вторую попытку. Френзи проникает на борт самолёта президента США, взламывает секретный код, подключается к компьютерной базе данных и определяет местонахождение Мегатрона. Он обнаруживает также, что владельцем карты, где указаны координаты Искры, является школьник Сэм Уитвики — праправнук капитана Арчибальда Уитвики, некогда обнаружившего Мегатрона в ледяной пещере за Северным полярным кругом. Френзи и Бэррикэйд начинают искать Сэма.
Тем временем в Министерстве обороны США все весьма обеспокоены происшествием в Катаре и готовятся к нанесению ответного удара по предполагаемому противнику. Эксперт Мэгги Мэдсен первая высказывает догадку относительно инопланетной природы сигнала, с помощью которого был взломан секретный код доступа. Так как ей никто не верит, она тайно копирует этот сигнал на флэшку, и с помощью своего приятеля — хакера Глена— ей удаётся его расшифровать, но в этот момент их арестовывает ФБР.
Автобот по имени Бамблби, замаскированный под автомобиль Chevrolet Camaro 1976 года, также появляется на Земле. Он разыскивает Сэма Уитвики, который в конце концов покупает Бамблби, будучи убеждён, что купил обыкновенную подержанную «тачку». Бамблби помогает Сэму привлечь внимание Микаэлы Бейнс, его красавицы-одноклассницы. Сэм не подозревает, что Бамблби — инопланетянин, до тех пор, пока не становится свидетелем его трансформации в робота и того, как Бамблби посылает навигационный сигнал остальным автоботам.
Перепуганный Сэм пытается убежать от «страшного инопланетянина», спрятавшись на заводе, но туда приезжает полиция и арестовывает Сэма за то, что он без разрешения проник на завод. После его освобождения он обнаруживает, что его машина (Бамблби) «сама» вернулась на место. Сэм думает, что в его машину вселился демон и на велосипеде снова пытается убежать от неё. Бамблби преследует его. Микаэла видит испуганного Сэма и едет за ним. Когда Сэм приезжает на подземную парковку, он видит полицейскую машину и просит помощи. Но полицейская машина превращается в ужасного робота. Это — десептикон Бэррикэйд. Он преследует Сэма и требует, чтобы тот отдал ему очки прадеда. Бамблби приходится трансформироваться и вступить в бой с десептиконом. После победы Бамблби забирает с собой Сэма и Микаэлу, чтобы встретиться с остальными автоботами. По пути Микаэла ненароком замечает, что Бамблби мог бы выбрать форму и получше; в ответ Бамблби превращается в модель «Chevrolet Camaro» нового поколения. Автоботы — Оптимус Прайм, Джаз, Айронхайд и Рэтчет — приземляются и принимают формы земных машин.
После первого знакомства Оптимус разъясняет Сэму цель, ради которой автоботы прибыли на Землю — найти и уничтожить Искру, чтобы десептиконы не смогли воспользоваться ею. Затем Сэм, Микаэла и автоботы направляются к Сэму домой, чтобы забрать очки с координатами Искры. Сэм при этом проявляет, прямо-таки, чудеса изобретательности, пытаясь одновременно искать очки, успокаивать нервничающих автоботов и «заговаривать зубы» обеспокоенным родителям, не давая им обратить внимание на пятерых громадных роботов во дворе и на разгром, учинённый ими на любовно обихоженной лужайке перед домом. Неожиданно в дом врываются представители «Сектора 7» (секретной правительственной организации США, созданной специально для изучения всего, что связано с инопланетянами) во главе с агентом Симмонсом, и забирают Сэма и Микаэлу на допрос. Автоботы освобождают Сэма и его подругу, но Симмонс вызывает подкрепление, и его людям удаётся захватить в плен Бамблби. Несмотря на протесты Сэма, уверяющего, что Бамблби — на стороне землян, они увозят беспомощного автобота к плотине Гувера, рядом с которой была обнаружена в начале XX века Искра и куда в 1935 году был помещён в замороженном состоянии Мегатрон. Мегатрон поддерживается замороженным энергией плотины, Искра хранится недалеко от него, оба артефакта активно исследуются и являются источником ряда прорывных событий научно-технического прогресса XX века на Земле.
Тем временем министр обороны США, узнав о существовании «Сектора 7» и убедившись в том, что виновники происшествия в Катаре действительно инопланетяне, решает лично отправиться к плотине Гувера, чтобы разобраться во всём на месте, взяв с собой Мэгги Мэдсен и Глена. Туда же привозят и Сэма с Микаэлой. Агент Симмонс демонстрирует министру могущество Искры, излучение которой оживляет мобильный телефон, превратив его в маленького, но очень воинственного робота — мини-кона.
Френзи, ещё раньше принявший вид «мобильника», тайно прокрадывается вместе с людьми на плотину и призывает туда остальных десептиконов. Френзи разрушает систему энергоснабжения «Сектора 7», криосистема выходит из строя, и Мегатрон начинает пробуждаться от своего многовекового сна. Видя, что дело плохо, Сэм убеждает агентов «Сектора 7» отпустить Бамблби, чтобы тот мог передать Искру Оптимусу Прайму. Бамблби уменьшает Искру до такого размера, чтобы её мог взять в руки человек; после этого все автоботы, захватив с собой Сэма, Микаэлу и Искру, уезжают. Десептиконы преследуют их до соседнего города Мишн-Сити (Лос-Анджелес).
В городе сражение возобновляется с новой силой. Капитан Леннокс поручает Сэму заботу об Искре: он должен подняться на вершину небоскрёба и там передать Искру лётчикам отборной эскадрильи ВВС США, которые доставят её в безопасное место, куда не доберутся десептиконы. Когда, наконец, приближается долгожданный самолёт, с земли ему подают условный сигнал; но неожиданно он начинает обстреливать находящихся внизу людей и автоботов, а потом сбивает вертолёт, который должен увезти Искру. Оказывается, что на самом деле это Старскрим; вслед за ним появляются и прочие десептиконы.
Начинается битва, в которой обе стороны несут серьёзные потери — Старскрим калечит Бамблби, тот метким выстрелом поражает Броула, Мегатрон собственноручно разрывает Джаза на части, Оптимус Прайм в схватке побеждает Боункрашера, Леннокс убивает Блэкаута. Наконец, Прайм и Мегатрон сходятся в поединке. Исход их дуэли решает Сэм, который уничтожает Мегатрона и Искру, поместив её в грудь лидера десептиконов. Останки десептиконов затоплены на дне океана, а трое выживших (Бэррикэйд, Старскрим и Скорпонок) скрылись в неизвестном направлении.
Потеряв Искру, автоботы решают остаться на Земле, и Оптимус посылает сигнал в космос, чтобы все оставшиеся в живых автоботы нашли их. Во время титров, неизвестные люди допрашивают родителей Сэма, а Старскрим после битвы улетает в космос.

## Актёры и персонажи
| Актёр                 | Роль                        |
| --------------------- | --------------------------- |
| Шайа Лабаф            | Сэм Уитвики                 |
| Меган Фокс            | Микаэла Бейнс               |
| Джош Дюамель          | капитан Уильям Леннокс      |
| Тайриз Гибсон         | сержант Роберт Эппс         |
| Джон Туртурро         | агент Симмонс               |
| Рэйчел Тейлор         | Мэгги Мэдсен                |
| Энтони Андерсон       | Глен Уитманн                |
| Джон Войт             | министр обороны Джон Келлер |
| Майкл О’Нил           | Том Баначек                 |
| Кевин Данн            | Рон Уитвики                 |
| Джули Уайт            | Джуди Уитвики               |
| Уильям Морган Шеппард | капитан Арчибальд Уитвики   |
| Амори Ноласко         | Хорхе Фигероа               |
| Зак Уорд              | сержант Доннелли            |
| Гленн Моршауэр        | полковник Шарп              |

| Актёр            | Роль                           |
| ---------------- | ------------------------------ |
| Берни Мак        | Бобби Боливиа                  |
| Джон Робинсон    | Майлз                          |
| Трэвис Ван Винкл | Трент                          |
| Питер Джекобсон  | мистер Хосни                   |
| Саманта Смит     | Сара Леннокс                   |
| Асхан Касханчи   | Махфуз                         |
| Питер Каллен     | Оптимус Прайм (озвучка)        |
| Хьюго Уивинг     | Мегатрон (озвучка)             |
| Роберт Фоксуорт  | Рэтчет (озвучка)               |
| Дариус Маккрэри  | Джаз (озвучка)                 |
| Джесс Харнелл    | Айронхайд, Баррикейд (озвучка) |
| Марк Райан       | Бамблби (озвучка)              |
| Чарльз Адлер     | Старскрим (озвучка)            |
| Джимми Вуд       | Боункрашер (озвучка)           |
| Рино Уилсон      | Френзи (озвучка)               |

## Создание

### Разработка
В 2002 году компания Hasbro решила снять фильм по мотивам своей продукции. Продюсер Дон Мёрфи хотел снять фильм по мотивам «G.I. Joe» — линейки игрушек-солдатиков, но, когда вспыхнула война в Ираке, Hasbro предложила вместо этого экранизировать «Трансформеров». Позже к проекту присоединился Том Десанто, так как был большим фанатом этих героев. Двое продюсеров решили изучить вселенную Трансформеров. Они встретились с создателем комиксов Саймоном Фарменом и тщательно исследовали мультфильм и комикс «Поколение 1», решив в итоге развивать историю вокруг Матрицы Лидерства — талисмана, передающегося от одного лидера автоботов к другому. В черновике сценария Десанто решил выбрать человеческую точку зрения на события, чтобы больше заинтересовать зрителей и сблизить их с происходящим. История получилась похожей на фильм-катастрофу, так как Мёрфи хотел, чтобы фильм был максимально реалистичным. В черновике сценария среди персонажей были представлены Оптимус Прайм, Айронхайд, Джаз, Проул, Рэтчет, Уилджек, Бамблби, Мегатрон, Старскрим, Саундвейв, Рэведж, Лазербик, Рамбл, Скайварп и Шоквейв.
После того, как продюсерам отказали в нескольких студиях, Десанто встретился с Майклом ДеЛукой, который организовал ему встречу со Стивеном Спилбергом. Фанат комиксов и игрушек, Спилберг стал исполнительным продюсером фильма. В ноябре 2004 года в качестве сценариста для фильма был нанят Джон Роджерс. Его сценарий содержал по четыре трансформера на стороне автоботов и десептиконов и космический корабль «Арк». Позже к команде присоединились большие фанаты мультфильма Роберто Орси и Алекс Куртцман, нанятые в феврале 2005 года, чтобы переработать сценарий. Спилберг предложил им идею: фильм должен рассказывать «о парне и его машине». Сэм и Микаэла стали главными героями ещё в первом варианте сценария, в котором трансформеры ещё не умели разговаривать. В следующем варианте всё изменилось — сценаристы решили, что постоянно молчащие трансформеры выглядели бы нелепо, к тому же лишить их голоса было бы настоящим предательством фанатов мультсериала. Сценаристы, вдохновлённые спилберговским фильмом «Инопланетянин», не дали голоса только Бамблби, чтобы подчеркнуть его дружбу с Сэмом, которая должна была быть «выше слов».
Майкл Бэй после съёмок «Острова» хотел сделать какой-нибудь семейный фильм, однако Стивен Спилберг пригласил его в качестве режиссёра «Трансформеров». Бэй не хотел браться за эту работу, считая её «тупым игрушечным фильмом». Тем не менее, спилберговская идея о «парне и его машине» заинтересовала Бэя, и он посетил Hasbro, где проникся уважением к вселенной «Трансформеров». В довершение всего, ему понравилась необычные сценарные задумки, например, сцена сражения на скорости 137 километров в час, и комедийные сценки, в которых трансформеры вмешиваются в мирную жизнь людей. Тон фильма был выбран на пересечении между кинокартинами «Близкие контакты третьей степени» и «Семь самураев». Бэй хотел сделать фильм интенсивным и реалистичным, и сценаристы согласились с этим, отвергнув хронологию «Поколения 1». Сам Бэй не был фанатом «Трансформеров» и пытался сделать фильм так, чтобы он мог понравиться таким же не-фанатам. Сценарист Роберто Орси вырезал корабль «Арк» из сценария, потому что его удивляло, что «пришельцы, способные трансформироваться в различные машины, должны путешествовать на другой машине». Девушка-автобот Арси также была вырезана, так как у сценаристов было очень мало экранного времени на объяснение культуры роботов. Бэй расширил сюжетные линии солдат в Ираке, посчитав, что первый вариант сценария был «слишком детским». Чтобы усилить ощущение угрозы, количество десептиконов было увеличено, а число автоботов, напротив, уменьшено: сценаристы вырезали Проула и диноботов.

### Дизайн роботов

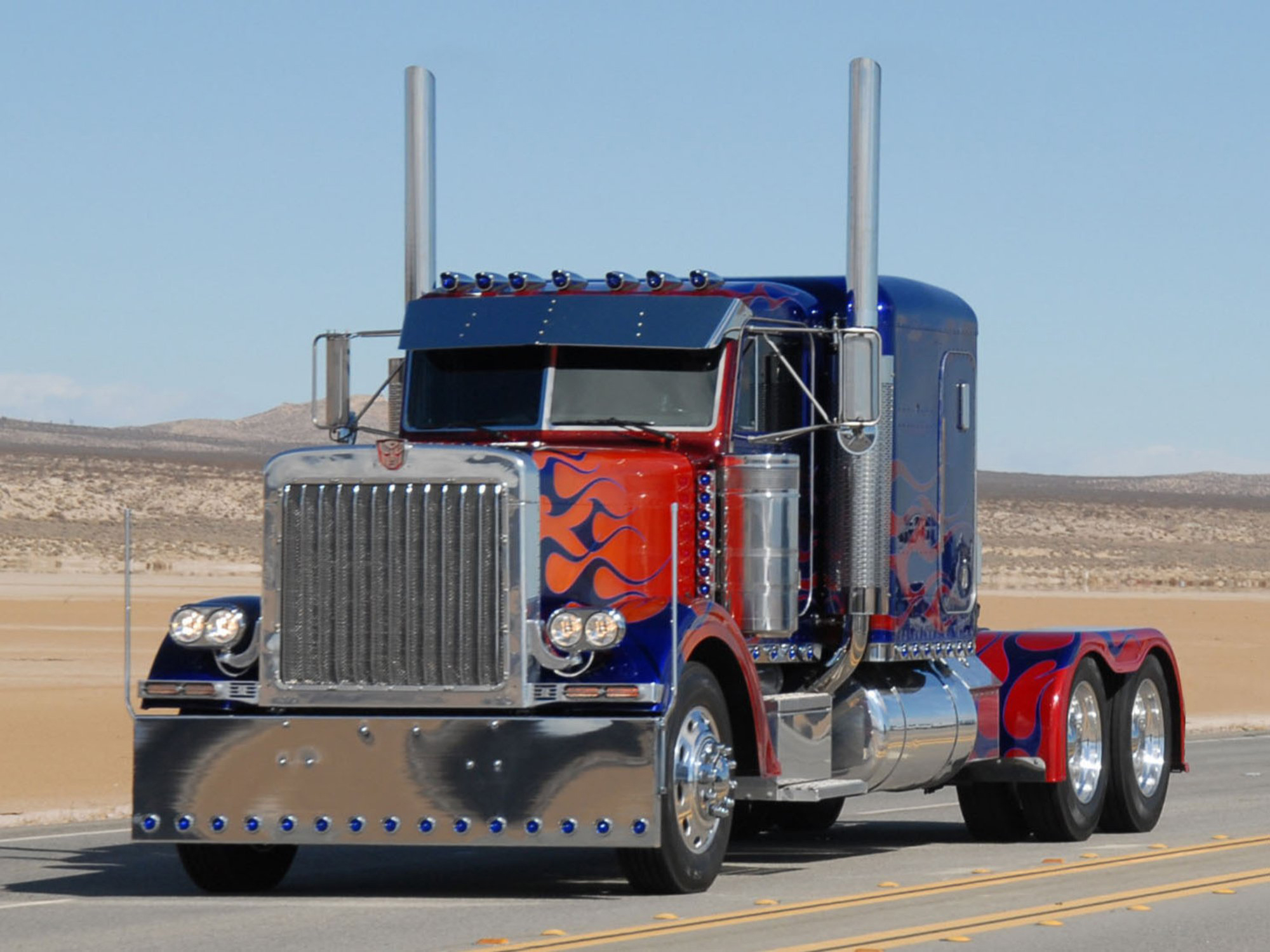
Peterbilt 379, использованный для изображения Оптимуса Прайма
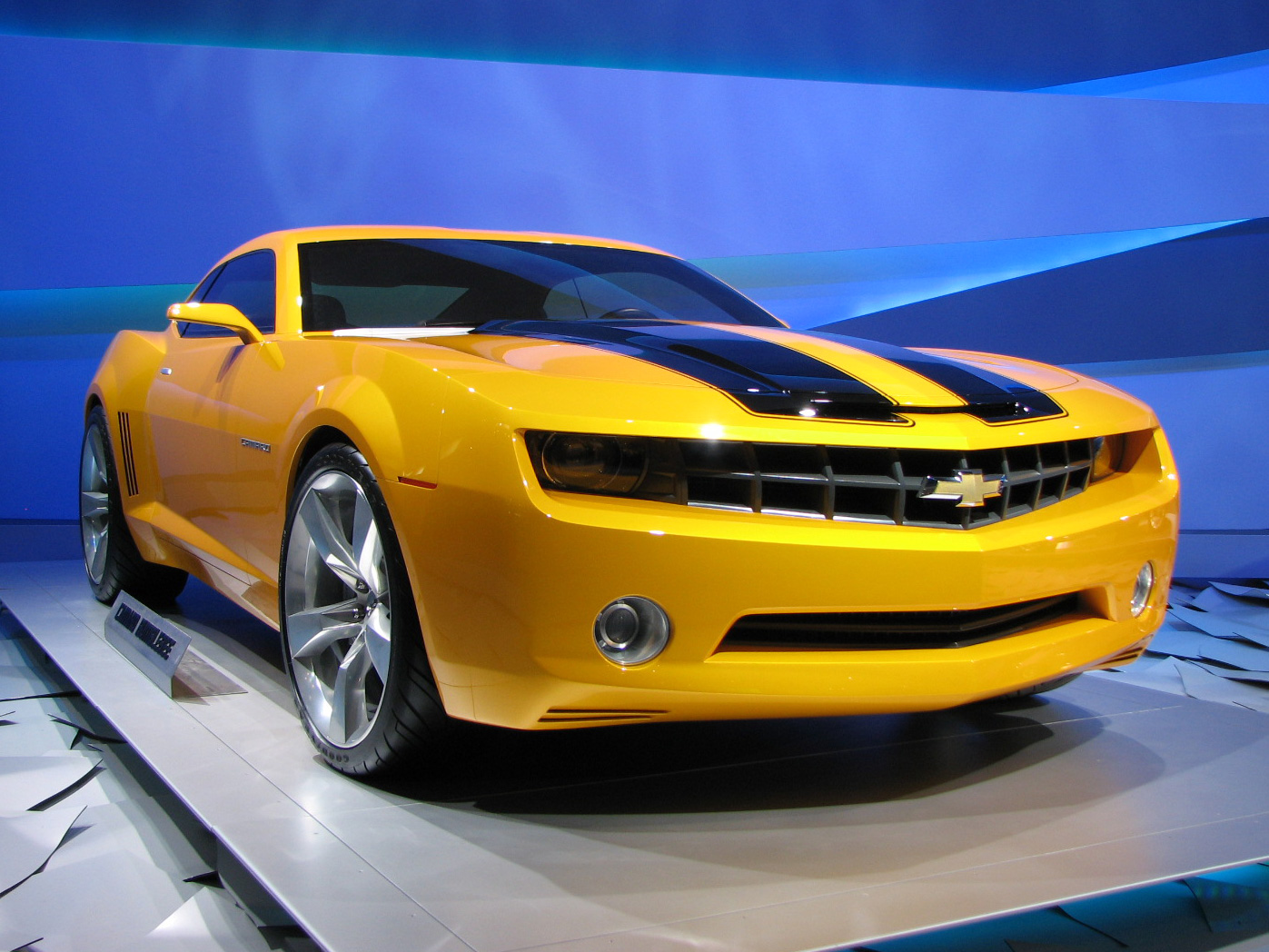
Одна из нескольких Chevrolet Camaro, использованная для изображения Бамблби
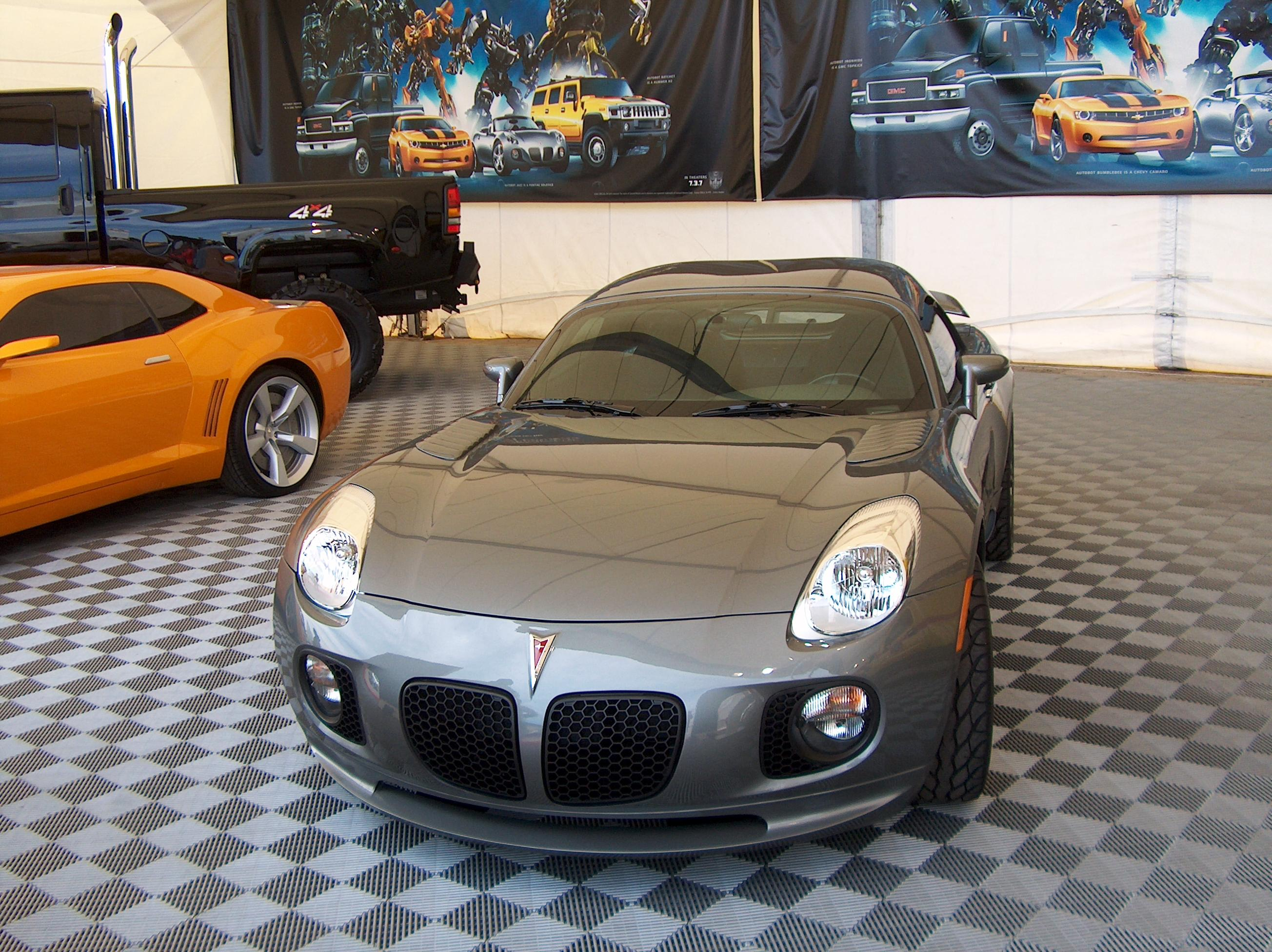
Pontiac Solstice, использованный для изображения Джазза
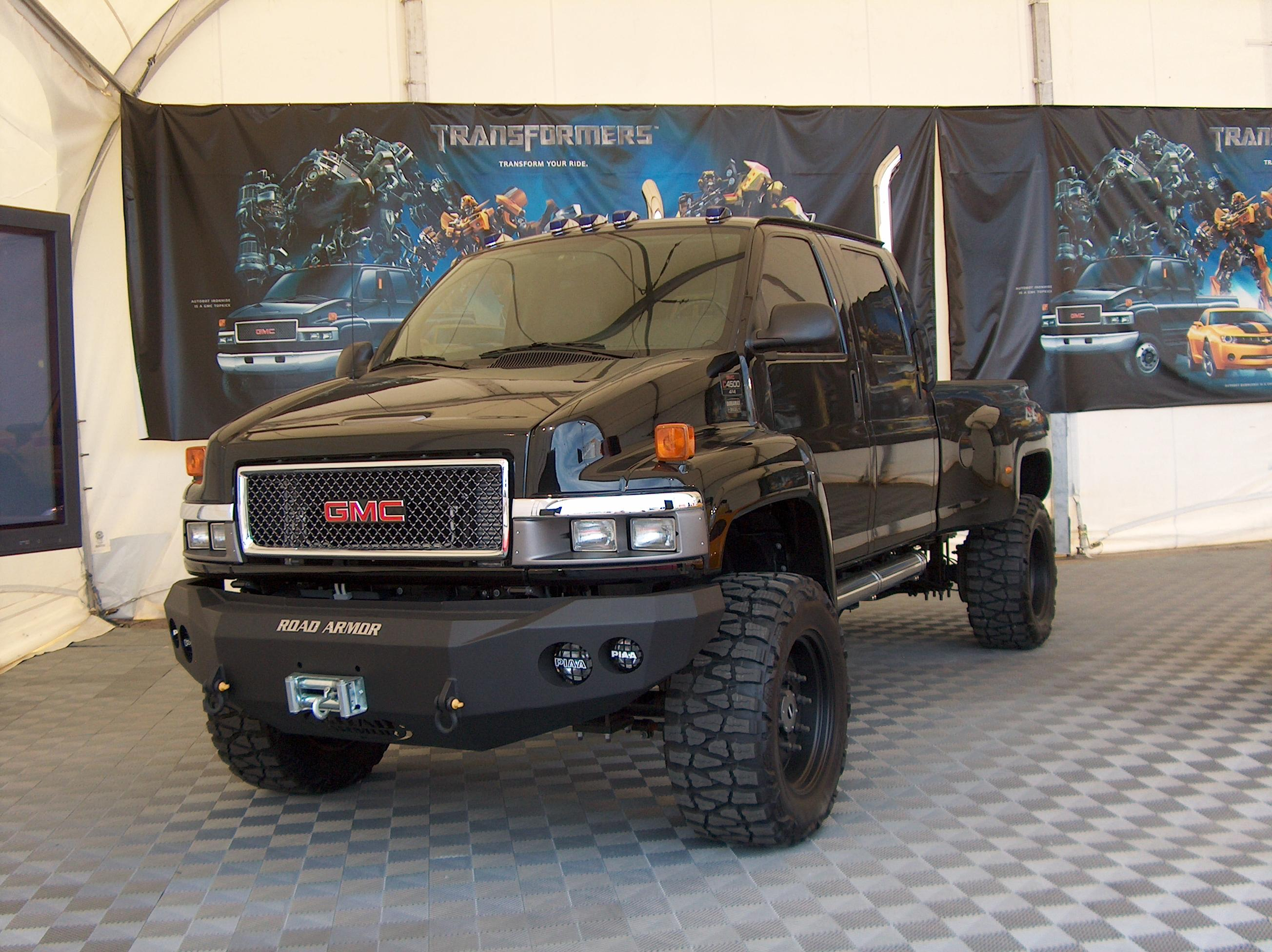
GMC Topkick, использованный для изображения Айронхайда
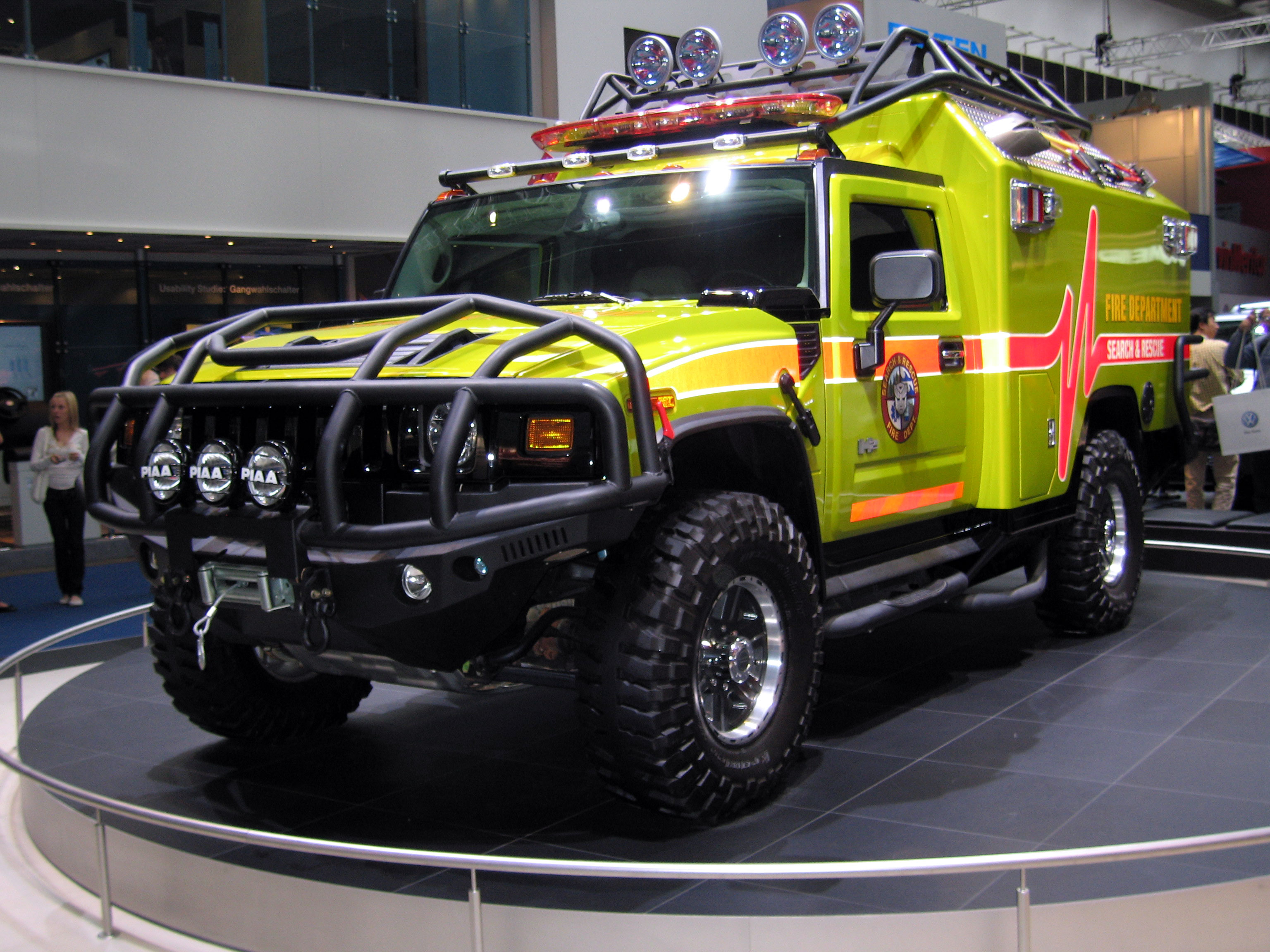
Hummer H2, использованный для изображения Рэтчета

Разработка дизайна трансформеров началась в июне 2005 года совместно с Hasbro, которая оказывала максимальную поддержку создателям фильма. Следуя желанию Майкла Бэя сделать трансформеров более реалистичными, роботы были спроектированы в деталях, чтобы выглядеть объёмно и подчеркивать своим обликом инопланетное происхождение. Трансформация была сделана ограниченной — в отличие от мультфильмов и комиксов, каждый персонаж, трансформируясь, сохраняет размеры, что объясняет выбор объекта для трансформации. Из-за этого пришлось изменить объект трансформации для многих роботов. Так, был отвергнут грузовик, использованный в мультипликационном сериале в качестве альтернативного режима Оптимуса Прайма (Peterbilt, модель 320): он делал Прайма всего лишь семиметровым в высоту, поэтому Бэй решил использовать другой автомобиль той же марки, Peterbilt модели 379, самый большой доступный грузовик. Кроме того, Бэй нанёс на грузовик огненный рисунок, чтобы выделить Прайма и сделать его более стильным, а также добавил ему рот, чтобы можно было более явно выражать его эмоции. Для Бамблби оригинальной формой был автомобиль Volkswagen Beetle, и Дон Мёрфи настаивал на её сохранении, но Бэй отклонил это предложение, чтобы избежать сравнений с известным в США автомобилем, ставшим героем фильмов серии «Herbie the Love Bug». В результате был выбран Chevrolet Camaro, так как он, по словам Бэя, обладал дружелюбным видом. Другие автоботы приняли формы машин от фирмы General Motors, что сохранило 3 миллиона долларов бюджета, хотя Бэй надеялся, что ему предоставят более крупную машину, чем Pontiac Solstice, для Джаза.
В противоположность знакомому облику Оптимуса Прайма, альтернативная форма Мегатрона была изменена с пистолета Walther P38 на самолёт пришельцев, а его лицо сделали более уродливым и угрожающим. Многочисленные тесты анимации заставили Бэя сделать ноги другого десептикона, Старскрима, птицеподобными, чтобы по ходу действия могли проявиться его ловкость и скорость. Бэй принял дизайн большинства десептиконов ещё перед началом проработки характеров и отличительных черт персонажей, чтобы Hasbro могла начать разработку игрушек. Робота Френзи изначально хотели назвать Саундвейвом, но Hasbro захотела, чтобы этот персонаж мог трансформироваться в аудиомагнитофон. Дон Мёрфи посчитал, что это унизило бы роль Саундвейва, и сценаристы согласились, что в этом случае персонаж будет мало похож на свой оригинал из мультфильма. Они переименовали его в Саундбайта, а потом во Френзи, одного из помощников Саундвейва. Официальные имена роботов были подтверждены в августе 2006 года, хотя сам Бэй ещё не был полностью уверен в них. Это привело к тому, что Броула в окончательной версии фильма стали называть Девастатор. В послесъёмочный период, когда началась разработка спецэффектов, фанаты выразили беспокойство по поводу дизайна головы Мегатрона, который в результате пришлось изменить в последний момент.

### Съёмки

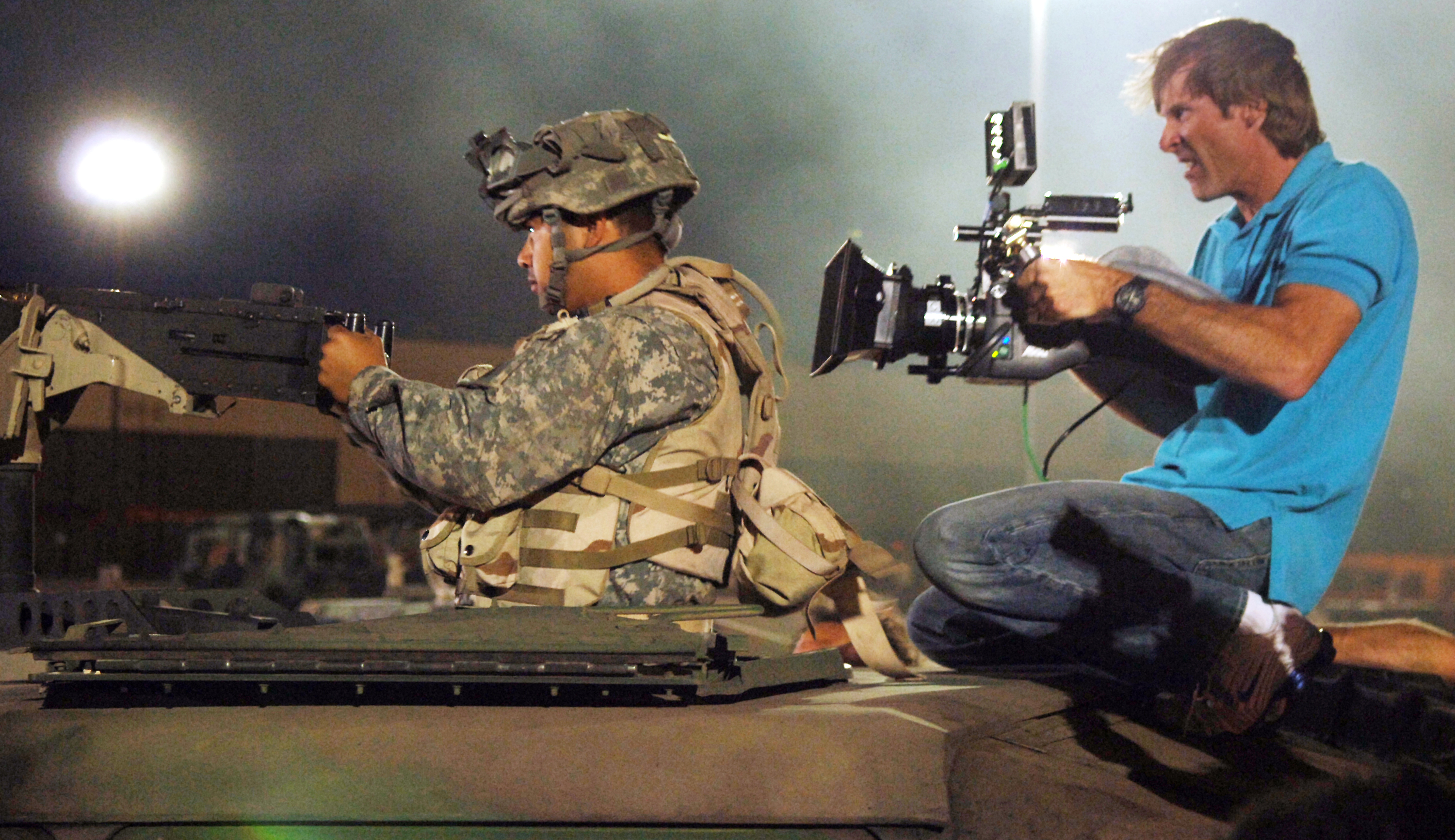
Режиссёр Майкл Бэй ведёт съёмки на военно-воздушной базе Холломэн.

Чтобы получить в своё распоряжение больше денег для фильма, Майкл Бэй отказался от 30 % своего гонорара и выбрал для съёмок территорию США, а также съёмочную команду, с которой он уже работал. За 83 дня съёмок он снял в несколько раз больше материала, чем планировалось. Бэй получил поддержку армии США, которая снабдила съёмочную группу авиацией и машинами для альтернативных форм десептиконов, в частности, самолётами «F-117», «C-130», «C-17» и двумя «CV-22 Osprey» из трёх доступных на тот момент. Благодаря сотрудничеству с военными, «Трансформеры» стали первым фильмом, снятым в Пентагоне после террористической атаки 11 сентября.
Съёмки начались 22 апреля 2006 года на военно-воздушной базе США Холломэн. 9 июня съёмки продолжились на плотине Гувера. На съёмку кульминационной битвы потребовалось шесть недель работы в Лос-Анджелесе. Сведение отснятого материала началось 24 сентября, хотя вторая съёмочная группа все ещё продолжала работу в Арктике и Детройте, закончив её только 4 октября.

### Эффекты
Майкл Бэй и Стивен Спилберг предлагали немало идей для боевых сцен. Бэй предпочёл снять четырнадцать боевых эпизодов без декораций, в реальных условиях, чтобы потратить на их съёмки меньше денег. Компанией General Motors было предоставлено по три версии каждой машины на случай непредвиденных аварий. Каскадёры надевали чёрные вязаные шлемы, чтобы сливаться с тёмным интерьером автомобилей, создавая видимость отсутствия водителей в машинах. Бэй использовал аниматику, чтобы помочь актёрам представить себе Трансформеров. Компанией FXPerts была создана пятиметровая модель Бамблби, студией KNB — кукла Френзи. Кроме того, в реквизит входили оторванный хвост Скорпонока, голова Оптимуса Прайма с точками для анимации (motion capture) и заледенелые ноги Мегатрона. Реквизит занял 12 из 630 кадров со спецэффектами.
Студия по созданию спецэффектов Industrial Light & Magic начала шестимесячный процесс создания трансформаций на компьютере в 2005 году, внимательно следя за тем, чтобы ни одна деталь машин не мешала другой во время трансформирования роботов. Трансформеры, спроектированные с учётом законов физики, стали не столь впечатляющими по сравнению с персонажами мультсериала, так что их сделали более подвижными. Из-за сложного дизайна Трансформеров даже простейшее запястье робота требовало проектирования семнадцати видимых частей, а пушка Айронхайда была сделана из десяти тысяч частей. Такая детальность потребовала 38 часов на обработку одного кадра анимации, что заставило студию ILM увеличить производительность обрабатывающих компьютеров. Каждая отрендеренная деталь выглядит как настоящий металл, блестящий или тусклый. С каждой съёмочной сцены были сделаны фотографии и создано световое окружение на компьютере, что сделало роботов ещё убедительнее.
Многочисленные моделирования движущихся деталей были запрограммированы в роботах, поэтому обработчикам требовалось сфокусироваться только на анимации. В конце концов персонажи стали больше похожи на людей, чем на громыхающих монстров. По этой причине для них были созданы глаза, похожие на человеческие. Бэй просил аниматоров ILM просмотреть фильмы о боевых искусствах, чтобы сделать схватки роботов более изящными. Аниматоры постарались перенести манеры Лиама Нисона на Оптимуса Прайма, а поведение Бамблби основано на манерах Майкла Джея Фокса в фильме «Назад в будущее». Сценаристы Роберто Орси и Алекс Куртцман, заметив неожиданные особенности получившейся анимации, добавили новые диалоги и переработали некоторые сцены, чтобы связать их с поведением роботов. Скотт Фаррар, контролировавший создание спецэффектов, сказал, что сцена, которой он больше всего гордится — это когда автоботы скрываются от родителей Сэма, так как «там много юмора и впечатляющего ночного освещения». ILM создала 430 сцен с тринадцатью основными роботами, в то время как сторонние студии Digital Domain и «The Asylum» занимались второстепенными сценами, например, трансформацией мобильного телефона под действием силы Искры.

## Саундтрек
Композитор Стив Яблонски, который сотрудничал с Бэем в работе над фильмом «Остров», написал музыку к рекламному ролику до начала серьёзной работы над фильмом. Основной саундтрек был записан в апреле 2007 года на студии Sony Scoring Stage в Калвер-сити. Саундтрек включает шесть основных музыкальных тем, что составляет более чем 90 минут музыки, включая музыку к рекламным роликам. Том ДеСанто хотел, чтобы в фильме присутствовала оркестровая версия основной музыкальной темы из мультсериала, но поскольку он и Майкл Бэй практически не общались друг с другом, эта идея так и не была реализована.
| №   | Название                                         | Автор(ы)           | Длительность |
| --- | ------------------------------------------------ | ------------------ | ------------ |
| 1.  | «What I’ve Done»                                 | Linkin Park        | 3:29         |
| 2.  | «Doomsday Clock»                                 | Smashing Pumpkins  |              |
| 3.  | «This Moment»                                    | Disturbed          |              |
| 4.  | «Before It’s Too Late (Sam and Mikaela’s Theme)» | Goo Goo Dolls      |              |
| 5.  | «Pretty Handsome Awkward»                        | The Used           |              |
| 6.  | «Passion’s Killing Floor»                        | HIM                |              |
| 7.  | «What’s It Feel Like to Be a Ghost?»             | Taking Back Sunday |              |
| 8.  | «Second to None (при участии Майка Шиноды)»      | Styles of Beyond   |              |
| 9.  | «End of the World»                               | Armor for Sleep    |              |
| 10. | «Retina and the Sky»                             | Idiot Pilot        |              |
| 11. | «Technical Difficulties»                         | Julien-K           |              |
| 12. | «Transformers Theme»                             | MuteMath           |              |

## Рекламная кампания
Первый рекламный ролик был выпущен в Интернет 29 июня 2006 года. В нём изображался трансформер, атакующий марсианского робота-исследователя NASA. Второй трейлер был выпущен 20 декабря того же года. Он побил рекорд по скачиваемости через Интернет, ранее поставленный рекламой фильма «Человек-паук 3». Третий трейлер был выпущен во всемирную сеть через Yahoo 17 мая 2007 года. Ещё один ролик показывали перед мультфильмом «Шрек Третий». Бэй изначально хотел, чтобы зрители «не увидели роботов до премьеры», но к третьему рекламному ролику он оставил эту идею. Сайт вымышленного секретного правительственного подразделения «Сектор 7», сделанный в рекламных целях, предлагал несколько видеороликов, изображающих прибытие трансформеров на Землю. В них были кратко показаны трансформеры 1-го поколения, включая Гримлока, уничтожающего стройку, и запись камеры наблюдения, показывающая трансформацию Бамблби на парковке.
Hasbro заключила договоры с двумястами компаниями в семидесяти странах, чтобы разрекламировать фильм. В сотрудничестве с создателями фильма она разработала новую линию игрушек-Трансформеров. Две предварительно выпущенные игрушки, Оптимус Прайм и Старскрим, появились на прилавках магазинов США 1 мая 2007 года, а остальные игрушечные роботы — 2 июня. Персонажи, не представленные в фильме, были сделаны в том же стиле, что и его герои: Эйррейд, Арси, Клокер, Элита-1, Хардтоп, Лонгарм, Сигнал Флэйр, Скайбласт, Стронгарм, Свиндл и Рэведж. Игрушки использовали «автоморфную технологию», с помощью которой движущиеся части игрушки при изменении положения двигали другие части. Перед выходом фильма General Motors выставила машины, использовавшиеся для Бамблби, Айронхайда, Джаза и Рэтчета на фестивале «Detroit River Walk». Для рекламы был привлечён даже интернет-магазин eBay: на аукцион были выставлены некоторые элементы реквизита, использовавшегося в фильме, включая Chevrolet Camaro 1979 года выпуска (автомобиль, в который превращается Бамблби), и Искру. Доходы от продажи реквизита были отданы на благотворительные цели.
Сразу же после премьеры фильма фирма Activision издала компьютерную игру Transformers: The Game, разработанную студией Traveller’s Tales. Игра была основана на сюжете кинофильма, но также позволила поучаствовать в событиях, которые не были представлены в фильме. В июне 2007 компания IDW Publishing выпустила в свет сразу два комикса по мотивам фильма: «Transformers: Movie Prequel» (рассказывающий о событиях предшествующих фильму) и «Transformers: Movie Adaptation» (переложение сюжета фильма в формате комикса). В марте 2007 вышла книга Алана Дина Фостера «Трансформеры: Вчерашние призраки», которая является приквелом к фильму.

## Выход
Из-за радикальных изменений дизайна трансформеров, упрощения их характеров и фокусировании исключительно на людях, многие фанаты были очень недовольны. Майкл Бэй даже получал угрозы в свой адрес. Но в итоге фильм начал привлекать новых фанатов. Ещё до своего выпуска «Трансформеры» получили приз как «Лучший летний фильм, который вы ещё не видели» на церемонии кинонаград MTV Movie Awards-2007. Аудитория ежегодно проводимого в США фестиваля фанатов «Трансформеров» под названием «BotCon» увеличилась с 2200 до 8000 человек.
Мировая премьера «Трансформеров» прошла в столице Кореи Сеуле 11 июня 2007 года. Днём позже фильм был показан в австралийском Сиднее. В американском штате Род-Айленд 28 июня 2007 года «Трансформеров» показывали публике бесплатно, однако предлагали покупать билеты стоимостью 75 долларов. Эти деньги пошли на помощь благотворительным организациям штата.

### Кассовые сборы
Фильм вышел на десяти зарубежных рынках 28 июня 2007 года, включая Австралию, Новую Зеландию, Сингапур и Филиппины. «Трансформеры» собрали 29,5 миллионов долларов в первые выходные, взобравшись на вершину хит-парадов в десяти странах. В США и Канаде фильм появился 3 июля 2007 года. В первый день фильм собрал 27,4 миллиона долларов, побив рекорд по посещаемости кинотеатров во вторник. В России премьера «Трансформеров» состоялась днём позже, 4 июля. В тот день фильм побил рекорд продаж, поставленный фильмом «Человек-паук 2», собрав 29 миллионов долларов.
В первые выходные «Трансформеры» собрали 70,5 миллионов долларов, достигнув 155,4 миллионов в первую неделю, став самым успешным фильмом не-сиквелом в мире. Доход составил на 50 % больше, чем предполагала Paramount Pictures. Опрос, проведённый в США после выхода фильма, показал, что фильм наиболее популярен у детей и родителей, включая пожилых женщин, и привлёк много чернокожих людей и латиноамериканцев.
В целом на лето 2007 года фильм заработал 395,1 миллиона долларов.
Общие сборы фильма составили 709,7 миллионов долларов.

### Оценки и отзывы
- Rotten Tomatoes — 58 %. Критический консенсус: «Хотя в „Трансформерах“ трудно найти правдоподобных персонажей, эффекты ошеломляют, а бои захватывают дух.»[78]
- Metacritic — 61/100[79]
- IMDb — 7,4/10[80] (на 15 октября 2009)
- Тодд Гилчрист (IGN) — «один из немногих примеров, когда можно наслаждаться чем-то умным и тупым одновременно, ведь нельзя отрицать, что это ещё и очень весело»[81].
- Шон Фьюстер (The Advertiser) — «вы можете поверить, что создатели каким-то образом смогли изобрести роботов»[82].
- Маргарет Померанц (ABC) — «абсолютно не фанат Трансформеров, я с большим интересом следила за судьбой этих мега-машин»[83].
- Роджер Эберт — «роботы прелестные существа… их движения совершенны»[84].
- Дрю МакВини (Ain’t It Cool News) — «это, несомненно, лучший фантастический экшен на данный момент. Даже не верится, что фильм обладает тем самым ощущением чуда, которое утратилось в последнее время за слоем компьютерных спецэффектов»[85].
- Критик Питер Дэвид — «Признавая неизбежную абсурдность происходящего, Бэй умудряется сдержать неверие аудитории до тех пор, пока не начнутся действительно яркие сцены битв»[86].
- Мэтт Арадо (Daily Herald) — «Трансформеры не больше чем второстепенные актёры»[87].

### Домашнее видео
16 октября 2007 года «Трансформеры» вышли на DVD и HD-DVD форматах в однодисковом и двухдисковом изданиях. Коллекционное издание включает анимированную версию комикса-приквела, трансформируемое плоское изображение Оптимуса Прайма и комикс-приквел, рассказывающий о десептиконах.
DVD разошёлся тиражом в 8,3 миллиона копий в первую неделю, став таким образом самым продаваемым DVD в 2007 году в Северной Америке. HD-DVD вариант разошёлся тиражом в 190 тысяч копий, став самым продаваемым фильмом в этом формате.

### Награды
«Оскар»
- Номинация «Лучший звук»
- Номинация «Лучший монтаж звука»
- Номинация «Лучшие визуальные эффекты»

«Visual Effects Society»
- Лучшие визуальные эффекты
- Лучший визуальный эффект Года (схватка в пустыне)
- Лучшие миниатюры
- Лучший компоузинг

## Сиквелы
30 мая 2007 года кинокомпания DreamWorks официально заявила, что в разработке находится сразу два сиквела «Трансформеров». Шайа Лабаф, Меган Фокс, Питер Каллен и ещё несколько актёров вернулись, чтобы вновь сыграть своих героев. Сценаристы Роберто Орси и Алекс Куртцман не вернулись в фильм, так как они были заняты работой над фильмом «Звёздный путь». Майкл Бэй первое время не приглашался, но «пытался поддерживать отношения на случай переговоров», так как всё ещё имел некоторые идеи.
В мае 2008 было официально заявлено, что начались съёмки сиквела, который получил название «Трансформеры: Месть падших». Майкл Бэй всё же сел в режиссёрское кресло, и фильм вышел в 2009 году.
Третья часть франшизы — «Трансформеры 3: Тёмная сторона Луны», вышла летом 29 июня 2011 года, и её вновь снял Бэй. 
26 июня 2014 года состоялась премьера «Трансформеры: Эпоха истребления». Режиссёром вновь стал Майкл Бэй. В фильме не участвовал Шайа Лабаф.
Премьера пятой части франшизы «Трансформеры: Последний рыцарь», режиссёром которой вновь стал Майкл Бэй, состоялась 22 июня 2017 года.